# Fatal Fury: The Motion Picture
Fatal Fury 3: The Motion Picture (餓狼伝説 THE MOTION PICTURE Garō Densetsu THE MOTION PICTURE?) es un largometraje animado de origen japonés. Es la tercera y última película de la trilogía de películas animadas de Fatal Fury, inspiradas en la serie de videojuegos Fatal Fury, creada por la empresa SNK.
A diferencia de los dos anteriores títulos que siguen la continuidad preestablecida, esta película cuenta una historia totalmente original con personajes especialmente diseñados para esta historia. 

## Sinopsis
Explorando una caverna en Alejandría, Egipto, Cheng Sinzan encuentra algo increíble: una pieza de armadura que pertenece a la Armadura de Marte. Cheng toma el objeto, pero cuando vuelve a su campamento, se horroriza al ver que todos sus socios han sido asesinados. Primero es atacado por un grupo de guerreros extremadamente rápidos, fuertes y ágiles, pero después se encuentra con alguien mucho más poderoso que con un simple gesto logró arrebatarle la pieza de la armadura. Su nombre es Laocon, y pretende completar la armadura para convertirse en el nuevo dios de la guerra.
Su hermana gemela conoce sus planes, y decide impedirsélo, para ello busca la ayuda del único hombre que ha sido capaz de vencer a Wolfgang Krauser, Terry Bogard. Tras explicarle lo que sucede, Terry decide ayudarla, sin embargo no estarán solos, pues cuentan con la ayuda de Andy Bogard, Joe Higashi y Mai Shiranui.

## Personajes

### Personajes principales
- Terry Bogard - Protagonista principal de la historia, se trata de un joven luchador que viaja por el mundo buscando adversarios a su altura. No duda prestar su ayuda a Zulia, de la que poco a poco se va enamorando.
- Andy Bogard - Hermano menor de Terry. Es amigo y entrenador personal de Joe Higashi, campeón japonés de Muai Thai. Entrena en el Dojo Shiranui, y aunque a veces no lo parezca, Andy está locamente enamorado de Mai Shiranui, con la que desea casarse algún día.
- Joe Higashi - Es el mejor amigo de los hermanos Bogard, conoció a Andy en Japón, antes de ser campeón nacional. Es una persona afable y fiel a sus amigos, no duda en arriesgarse por aquellos que le importan.
- Mai Shiranui - Una joven y excitante representante del Dojo Shiranui. Conoció a Andy muy joven, y rápidamente se enamoró de él, pero a diferencia de Andy, Mai no duda en demostrar su afecto. Es una mujer valiente y decidida.
- Zulia - Hermana gemela de Laocon, ambos son descendientes del rey de Rodas, quien vistió la armadura de marte por primera vez. Siente todo lo que siente su hermano, y viceversa. Su idea es evitar que su hermano se haga con la armadura. Posee poderes de curación.
- Laocon - Su padre descubrió la primera pieza de la armadura de Marte, por lo que fue asesinado por su compañero. Laocon trató de vengar su muerte, pero recibió un disparo. Casualmente, se puso la armadura de marte, obteniendo un gran poder, sin embargo, su ambición creció tanto como sus habilidades y poderes.

### Personajes de SNK (Cameos)
- Hwa Jai - Su primera y única aparición fue en la primera entrega de la saga Fatal Fury, cuyo rol era el de rival de Joe Higashi en el primer King of Fighters, organizado en SouthTown por Geese Howard.
- Cheng Sinzan - Personaje regordete y falto de escrúpulos, lo único que lo mueve es el dinero. Apareció en Fatal Fury 2, Fatal Fury Special y en la saga Real Bout. En el filme también aparece como uno de los secuaces enmascarados bajo el control de Laocorn Gaudeamus.
- Kim Kaphwan - Campeón coreano de Tae Kwon Do, fue antiguo rival de Terry Bogard, pero ahora es amigo de los hermanos Bogard y de Joe Higashi. Está casado y tiene dos hijos. Un personaje recurrente y fácilmente manejable desde Fatal Fury 2 hasta las últimas entregas de King of Fighters.
- Big Bear - Se trata del luchador Raiden que regresa en Fatal Fury 2. En el filme se le puede ver en la velada que se celebra después de la victoria del campeonato de Joe Higashi.
- Duck King - Un D.J. algo alocado de SouthTown, propietario de su propia discoteca, siempre va acompañado por un pequeño pato.
- Richard Meyer - Personaje poco conocido, lo podemos ver en la discoteca de Duck King. Es un experto en capoeira, y posee su propio café en SouthTown, el Pao Pao Café. Ha aparecido a modo de cameos en la saga Real Bout, y en una entrega de King of Fighters.
- Jubei Yamada - Un anciano maestro experto en artes marciales, entre ellas destaca en el Judo. A pesar de su aspecto tradicional al estilo japonés, es un hombre que babea por cada mujer que ve, de hecho, siente una atracción animal por Mai Shiranui.
- Billy Kane - Principal secuaz e informador de Geese Howard, utiliza una barra de color rojo como arma que le da un gran alcance sobre sus rivales. Es el principal oponente de los Hermanos Bogard en SouthTown.
- Geese Howard - Antiguo señor del crimen de SouthTown. Asesinó al padre de Terry y Andy cuando estos eran niños, por lo que se esforzaron en mejorar sus técnicas de lucha para vengar a su padre. Fue derrotado por Terry y arrojado desde su propia torre, desde entonces permanece oculto, mejorando su nivel en artes marciales, su fuerza y habilidades.
- Nakoruru - Se trata de un personaje de la saga Samurái Shodown, ambientada en pleno siglo XVIII japonés. Se la puede ver en la discoteca de Duck King, cuando Andy se vuelve en busca de Mai, la encuentra colgada de su brazo. Nakoruru le saluda y permanece un momento a su lado.
- Laurence Blood - Antiguo secuaz de Wolfgang Krauser, aparece en el castillo de éste, aún en desorden tras el encuentro entre Krauser y Terry Bogard. Laurence se enfrenta a uno de los secuaces de Laocon, para evitar que roben la pieza pectoral de la Armadura de Marte.

## Curiosidades
- Originalmente Ryo Sakazaki, protagonista de Art of Fighting, iba a estar en el grupo de Terry, Andy, Joe, Mai y Sulia, lamentablemente fue desechado.
- Además también se tenía pensado que Eiji Kisaragi, King y Mr. Big, también de Art of Fighting, estén en el grupo de Laocon, pero fueron reemplazados por Hauer, Panni y Jamin.
- En una de las escenas de la película, se muestra uno de los salones recreativos Neo Geo Land, en donde se observa a Terry Bogard jugando Fatal Fury, el cual está controlando a Andy Bogard.

- Aparecen los hijos de Kim Kaphwan como niños: Kim Jae Hoon y Kim Dong Hwan, que más tarde aparecen en Garou: Mark of the Wolves como adolescentes. En esta película, la personalidad de los hermanos es reversa a como fueron en Garou. Dong Hwan era tímido y Jae Hoon era travieso, después en Garou, Jae Hoon es serio, disciplinado y amable así como Dong Hwan se hizo arrogante, indisciplinado y bromista.